# Mouvements racistes
 (décembre 2023).
- Si vous ne connaissez pas le sujet, laissez ce bandeau (vous pouvez alors contacter les auteurs).
- Si vous supprimez le contenu mis en cause (vous pouvez préalablement contacter les auteurs),

argumentez précisément cette suppression dans la page de discussion
(un manque de référence n'est pas un argument ; une recherche réelle de référence doit avoir été effectuée, être formellement documentée).
Un certain nombre de mouvements politiques prônent dans le monde la suprématie de groupes ethniques ou de certaines races supposées sur d'autres,. En Europe et en Amérique du Nord, ce sont par exemple des groupes néonazis se réclamant d'Adolf Hitler ou encore le Ku Klux Klan, qui agit aux États-Unis et prône la suprématie de la « race blanche ».

## Europe
Ces dernières années[Lesquelles ?], des mouvements européens mettent en avant une autre considération : l'ethno-différencialisme. Cette idéologie prône la séparation entre les différentes ethnies et défend le concept de nation « ethniquement pure », en l'occurrence l'idée d'une Europe ethniquement pure, débarrassée des populations juives, arabes, noires ou jaunes. Ou parfois aussi une « Europe du Nord » (germanique et celtique) ethniquement séparée d'une « Europe du Sud » (gréco-latine).

### France
La plupart des partis et mouvements politiques français d'extrême droite ont été accusés de véhiculer des discours racialistes voire racistes. En raison de la connotation très négative du mot, peu d'entre eux se revendiquent ouvertement comme tels et la plupart s'estiment victimes d'une confusion entre la problématique du racisme et celle de l'origine ethnique.
Des dirigeants de ces partis ont cependant été condamnés pour propos racistes. À quelques reprises, l'usage de cette accusation dans des articles de presse a valu des condamnations judiciaires à leurs auteurs. En effet, dès lors que le racisme est considéré par les lois comme un délit, l'allégation de racisme devient ipso facto diffamatoire - voire calomnieuse si on ne peut l'étayer de faits extrêmement précis.
En France, certains groupes sont accusés de faire partie de ce type de mouvement[réf. nécessaire]:
- Les Identitaires qui se revendiquent ethno-différencialiste[réf. nécessaire].
- Le Mouvement des damnés de l'impérialisme qui se revendique ethno-différencialiste.

D'autres partis politiques[Lesquels ?] n'étant pas reconnus comme d'extrême droite ont toutefois aussi été accusés de discours à caractère raciste.

## Russie
- Unité Nationale Russe